# Bank One Corporation

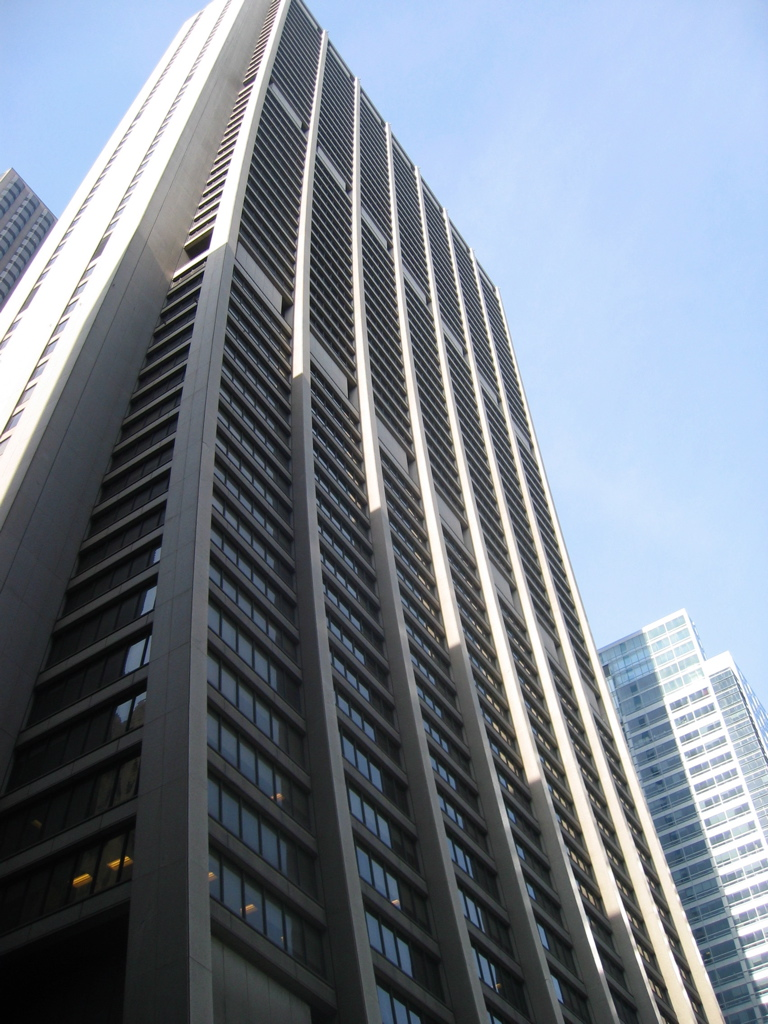
Chase Tower, sede de Bank One.

Bank One Corporation fue el sexto mayor banco de Estados Unidos. Éste cotizó en la Bolsa de Valores de Nueva York bajo el símbolo de cotización ONE. La compañía se fusionó con JPMorgan Chase & Co. el 1 de julio de 2004. La compañía tenía su sede en el Bank One Plaza (ahora la Torre Chase) en el Chicago Loop, en Chicago, Illinois,  en lo que ahora es la sede de la banca minorista de Chase división.
El banco tiene sus raíces en la First Banc Group con sede en Ohio, que se formó en 1968 como una sociedad de cartera para el National City Bank en Columbus, Ohio.

## Historia

### Historia de Bank One Corporation

#### First Banc Group
El First Banc Group Inc. se formó en 1968 como una compañía de sociedad de cartera de City National Bank y fue utilizado como vehículo para adquirir otros bancos. Como Ohio comenzó a relajar gradualmente sus muy restrictivas leyes bancarias de la época de la Gran Depresión, que habían restringido severamente la propiedad y la ramificación bancaria, City National Bank, a través de su matriz First Banc Group, comenzó a comprar bancos fuera de su condado de residencia. La primera adquisición por parte del nuevo holding bancario (sociedad de cartera) fue la adquisición en 1968 de Agricultores Ahorro & Trust Company en Mansfield, Ohio. Con cada adquisición, los miembros nuevos de los bancos mantenían su nombre, empleados y la dirección, mientras que la compañía principal obtenía nuevos recursos de la explotación. Esto es muy importante cuando el holding bancario se estaba expandiendo en los mercados principalmente rurales y extremadamente conservadores.
En 1971, First Bank adquirió Central de Seguridad Nacional en Portsmouth, Ohio.
Inicialmente la ley de Ohio no permitía las fusiones bancarias a través de los límites del condado, pero permitió a las sociedades de carteras (Holdings) de poseer múltiples bancos en todo el estado. Los bancos recién adquiridos tenían que mantener sus cartas bancarias existentes, mientras que cada banco tenía que operar por separado. A los Holdings tampoco se les permitió tener la palabra "bank" (banco) en sus nombres por lo que se utiliza la palabra "banc" en su lugar.

#### Expansión en Ohio central por Banc One Corp.
Aunque la ley de Ohio todavía estaba restringiendo las fusiones bancarias fuera de cierta área geográfica, la directiva del holding decidió unificar los esfuerzos de mercadotecnia de sus bancos al tener a todos sus bancos miembros con nombres similares. En octubre de 1979, First Banc Group, Inc. se convirtió en Banc One Corporation, y cada banco miembro se convirtió en Bank One seguido por la ciudad o el área geográfica que el banco miembro en turno. Por ejemplo, City National Bank pasó a llamarse Bank One Columbus, Central de Seguridad Nacional se convirtió en Bank One Portsmouth y agricultores ahorro & Trust Company se convirtió en Bank One Mansfield.
En 1980, Banc One adquirió bancos en Painesville, Ohio (Condado de Lago Banco Nacional ; Bank One Painesville), Akron, Ohio (Banco Firestone; Bank One Akron),  y Youngstown, Ohio (Union National Bank, Bank One de Youngstown).
Winters Banco Nacional en Dayton, Ohio fue adquirido en 1982 y cambiado de nombre a Bank One Dayton. La fusión con Winters Corporación Nacional trajo dentro del Bank One 42 sucursales de Winters Nacional Bank & Trust Co. en el área metropolitana de Dayton , una sucursal en Cincinnati y tres oficinas en Circleville. También añaden 21 sucursales de Euclid Banco Nacional en el área de Cleveland que se cambió el nombre de Bank One Euclid.

#### Expansión fuera de Ohio
Con el cambio en las leyes bancarias federales y estatales en 1985, Banc One comenzó a expandirse rápidamente fuera de Ohio. Su primera adquisición fuera del estado fue de Purdue Banco Nacional en Lafayette, Indiana, que se produjo poco después de que las nuevas leyes entraron en vigor.  Este banco fue llamado Bank One Lafayette. Esta fusión fue rápidamente seguida por la compra de otros bancos pequeños en Indiana y Kentucky, los únicos estados que permitieron inicialmente compras bancarias por bancos con sede en Ohio.
El banco entró en Kentucky mediante la adquisición de banco de Unión Nacional de Ciudadanos & Trust Co. de Lexington, Kentucky en 1986.  Este banco fue bautizado Bank One Lexington.
Banc One adquirió el Banco de Indiana basado en Merrillville, Indianay cambió su nombre por el Bank One Merrillville a principios de 1986.  Esto fue seguido rápidamente por adquisiciones en Marion, Indiana (First National Bank de Marion, Bank One Marion), Rensselaer , Indiana (Banco Nacional de Rensselaer; Bank One Rensselaer) y Richmond, Indiana (First National Bank de Richmond; Bank One Richmond).
La primera gran fusión que tuvo efecto en la gestión de la sociedad de cartera se produjo en 1986 con la adquisición de la basada en Indianápolis, AmericanFletcher Corporation, una compañía bancaria de sociedad de cartera, con su banco principal, American Fletcher National Bank & Trust Company, que dio como resultado un 20% de las acciones de voto en la nueva empresa a los antiguos directores de American Fletcher y también tenía Frank E. McKinney, Jr., director de Américan Fletcher, reemplazado a John B. McCoy como presidente de Banc One Corp. y moviendo a McCoy a presidente de la organización combinada.   Otro de los cambios realizados en la organización de la empresa fue la formación de un sistema de gestión de dos niveles con la formación de sociedades de cartera a nivel estatal que se colocaron entre los bancos de miembros regionales y Banc One. Así, en Indiana, American Fletcher Corporation se convirtió en base de Indianápolis de Banc One Indiana y de todos los bancos miembros en Indiana, como Bank One Lafayette, que anteriormente dependía directamente del padre principal en Columbus, reportó a la gestión en Indianápolis en su lugar.
La fusión con American Fletcher Corp. también trajo a cinco bancos pequeños que American Fletcher había adquirido recientemente o estaba en el proceso de adquisición. Estos bancos incluidos ciudadanos del Norte Banco de Elkhart (Elkhart Bank One), Carmel Bank & Trust Co. (Bank One Carmel), First National Bank & Trust Co. de Crawfordsville (Bank One Crawfordsville), First American National Bank de Plainfield (Bank One Plainfield) y Union Bank & Trust Co. de Franklin (Franklin Bank One). Bajo la ley de Indiana en ese momento, American Fletcher no se le permitió la fusión de estos bancos en su Matriz Fletcher American National Bank.
El First National Bank de Bloomington en Bloomington, Indiana fue adquirida en 1987.  Este banco se convirtió en Bank One Bloomington. Con la adquisición del banco con sede en Bloomington, Banc One cesó temporalmente más adquisiciones en el estado de Indiana debido a que habían llegado al tapón del porcentaje de participación dentro de ese estado en ese momento .

##### Expansión dentro de Míchigan
Banc One se expandió en el estado de Míchigan a finales de 1986 con la adquisición del Banco del Estado de Ciudadanos en Sturgis, Míchigan y convertirlo en Bank One Sturgis. A los pocos meses de la adquisición Sturgis, adquisiciones adicionales se hicieron rápidamente en East Lansing, Míchigan (Banco Estatal East Lansing; Bank One East Lansing),  Fenton, Míchigan (First National Bank de Fenton, Bank One Fenton)  y de Ypsilanti, Míchigan (Banco Nacional de Ypsilanti, Bank One Ypsilanti) unos meses más tarde. Después de esta actividad, no se hicieron nuevas adquisiciones dentro del estado de Míchigan hasta la fusión First Chicago NBD en 1998. En ese momento, algunas de estas ramas fueron posteriormente cedidas para satisfacer los requisitos antimonopolio que permitirían la fusión First Chicago NBD proceder .

### Historia de Bank One Corporation
En 1998, Banc One Corporation se fusionó con sede en Chicago First Chicago NBD Corporation para formar Bank One Corporation, y la sede se trasladó desde Columbus a Chicago.  Los resultados financieros adversos provocaron la salida del CEO John B. McCoy, cuyo padre y abuelo había encabezado Banc One y predecesores. Jamie Dimon, un exejecutivo clave de Citigroup, fue contratado para dirigir la empresa.
Bank One fue creado en 1998, cuando Banc One Corporation se fusionó con First Chicago NBD (en sí una reciente combinación de First Chicago Corp. y NBD Bancorp, en 1995). Estos dos grandes empresas bancarias se habían creado a través de la fusión de muchos bancos.

### Historia de Adquisiciones
La siguiente es una ilustración de las principales fusiones y adquisiciones de la compañía y predecesores históricos (esto no es una lista completa):
|  | City National Bank & Trust Company |
|  |                                    |
|  | Farmers Saving & Trust Company     |
|  |                                    |

|  | First Chicago Corp. (est. 1863)                                |
|  |                                                                |
|  | NBD Bancorp. (actualmenteNational Bank of Detroit) (est. 1933) |
|  |                                                                |

|  | City National Bank & Trust Company |
|  |                                    |
|  | Farmers Saving & Trust Company     |
|  |                                    |

|  | First Chicago Corp. (est. 1863)                                |
|  |                                                                |
|  | NBD Bancorp. (actualmenteNational Bank of Detroit) (est. 1933) |
|  |                                                                |

Algunos de los bancos que fueron fusionados son:
- Bank One
  - Alamo National Bank (San Antonio, TX)
  - Security National Bank & Trust (Wheeling, WV)
  - Affiliated Bankshares of Colorado (1874)
  - American Fletcher Corp. (Indianápolis) (1839; fusionado Bank One 1986)[21][22]
  - Central National Bank (Oklahoma City, Oklahoma)
  - City National Bank and Trust Co. (Columbus, Ohio) (1866; fusionado 1929)
    - Commercial National Bank (Columbus, Ohio)
    - City National Bank of Commerce (Columbus, Ohio)

  - Barnitz Bank (1850)
  - Benjamin Franklin Saving
  - Firestone Bank (1918)
  - First Illinois Bank Corporation (1905; fusionado 1992)
  - First Citizens Bank (Oxford, Ohio) (1906; fusionado 1973)
  - First National Bank of Bloomington (Bloomington, Indiana) (fusionado con Bank One 1986)[23][24]
  - First National Bank of Commerce (Founded 1971; fusionado Bank One 1998)
    - National Bank of Commerce (creado con activos de CCTSB, 1933; renombrado First National Bank of Commerce, 1971)
      - Canal Commercial Trust and Savings Bank (fusionado con Canal and Citizens, 1924; Controlado por Chase Bank 1931; quebró 1933; activos usados para crear National Bank of Commerce, 1933)
        - Canal Bank (1831)
        - Citizens Bank (1833)

    - City National Bank of Baton Rouge
    - Rapides Bank & Trust
    - First National Bank of Lafayette
    - First National Bank of Lake Charles
    - Central Bank
    - Pelican Bank
    - Bank of New Orleans (Merged with FNBC, 1982)
    - Ponchatrain State Bank (quebró 1991, controlado por FNBC)

  - Euclid National Bank (Euclid, Ohio)
  - First Huntington National Bank (1872)
  - First USA, Inc. (1985, fusionado 1997)[32]
  - Lake National Bank (originalmente Lake County National Bank of Painesville, Ohio.  No confundir con el actual Lake National Bank of Mentor, Ohio.)
  - Liberty Bancorp of Oklahoma (1895)
  - Liberty National Bancorp (1854)
  - Marine Corp. (1839)
  - Marine Corp. of Springfield (1851)
  - MBanks (1918)
  - Metropolitan Bank (Lima, Ohio; 1890, fusionado 1990)
  - Premier Bancorp of Oklahoma (1882)
  - Premier Bank of Louisiana
  - Team Bank (1873)
  - Union Savings and Trust Co. (1812)
  - Valley Bank and Trust Co. (1948)
  - Valley National Bank of Arizona (1899)
  - Winters National Corp. (Dayton, Ohio) (1815)
  - First Chicago NBD
    - First National Bank of Chicago (1863)
    - National Bank of Detroit (1933)
      - Genesee Merchants Bank and Trust Co. (1872)
      - Wyandotte Savings Bank (Wyandotte, Míchigan; 1871, adquirido 1989)

  - American National Bank (1928)
  - First National Bank of Plymouth (1871)
  - Gainer Corp. (1885)
  - Gary-Wheaton Bank (1874)
  - INB Financial Corp. (1883)
  - Lake Shore Bancorp (1943)
  - Metropolitan National Bank (1884)
  - Midwest Commerce Corp. (1872)
  - Peoples State Bank of Belleville (1913)
  - Ravenswood Financial Corp. (1933)
  - Roscommon State Bank (1907)
  - Union Bancorp (1916)
  - Wayne State Bank (1854)
  - West Michigan Financial Corp. (1895)
  - Winnetka State Bank (1894)
  - Wolverine State Bank (1887)

### Capital privado
En 2001, Dimon selecto excolega de Dick Cashin, de Citicorp Capital de Riesgo para realizar un nuevo esfuerzo de capital privado dentro de Bank One, One Equity Partners. Dick Cashin es el hermano de Steven Cashin, fundador y CEO de Pan African Capital Group, con sede en Washington D. C..
En 2005, Bank One de afiliados de capital privado, One Equity Partners fue seleccionado para ser el exclusivo afiliado de capital privado para la empresa combinada, lo que provocó la spinout de afiliado de capital privado de JPMorgan, que es hoy CCMP capital.